# Museo di Capodimonte
Museo di Capodimonte är ett konstmuseum i Neapel i Italien. 

## Byggnad
Museet är beläget i palatset Reggia di Capodimonte som uppfördes 1738–1742 för Karl VII, kung av Neapel och Sicilien (sedermera Karl III av Spanien). Som arkitekter anlitades Angelo Carasale, Giovanni Antonio Medrano och Antonio Canevari samt från 1759 Ferdinando Fuga. Det var ett, jämte Reggia di Portici, av två kungliga palats i Neapel och användes som sommarpalats då det var beläget på toppen av en kulle (Capodimonte betyder "toppen av kullen"). 
Palatset är omgivet av en 134 hektar stor kunglig skog ("Real Bosco") och museet benämns därför också Museo e Real Bosco di Capodimonte.  

## Museum
Familjen Farneses stora konstsamling utgör museets stomme. Den kom till Neapel 1757–1758 genom arv från Karl VII:s mor Elisabet Farnese. Under Napoleonkrigen plundrades samlingarna vid flera tillfällen, framför allt av fransmännen som placerade lydkungarna Joseph Bonaparte och Joachim Murat i Neapel. Efter monarkins avveckling 1946 bestämdes att samlingen skulle överföras till ett nationellt museum och år 1957 öppnades museet.      

## Samlingen
Alfabetisk lista över ett urval målningar i samlingen
Museo di Capodimontes samling består i huvudsak av målningar uppdelade i tre avdelningar. I Farneses samling återfinns framför allt renässansmåleri av Rafael, Tizian, Parmigianino, Pieter Bruegel den äldre, El Greco, Ludovico Carracci och Guido Reni. I Galleria Napoletana finns framför allt religiöst måleri (från kyrkor) av bland annat Simone Martini, Colantonio, Caravaggio, Jusepe de Ribera, Luca Giordano och Francesco Solimena. Därtill finns en samling samtidskonst med bland annat Andy Warhols Vesuvius. Museet äger också Capodimonteporslin som började tillverkas 1743.

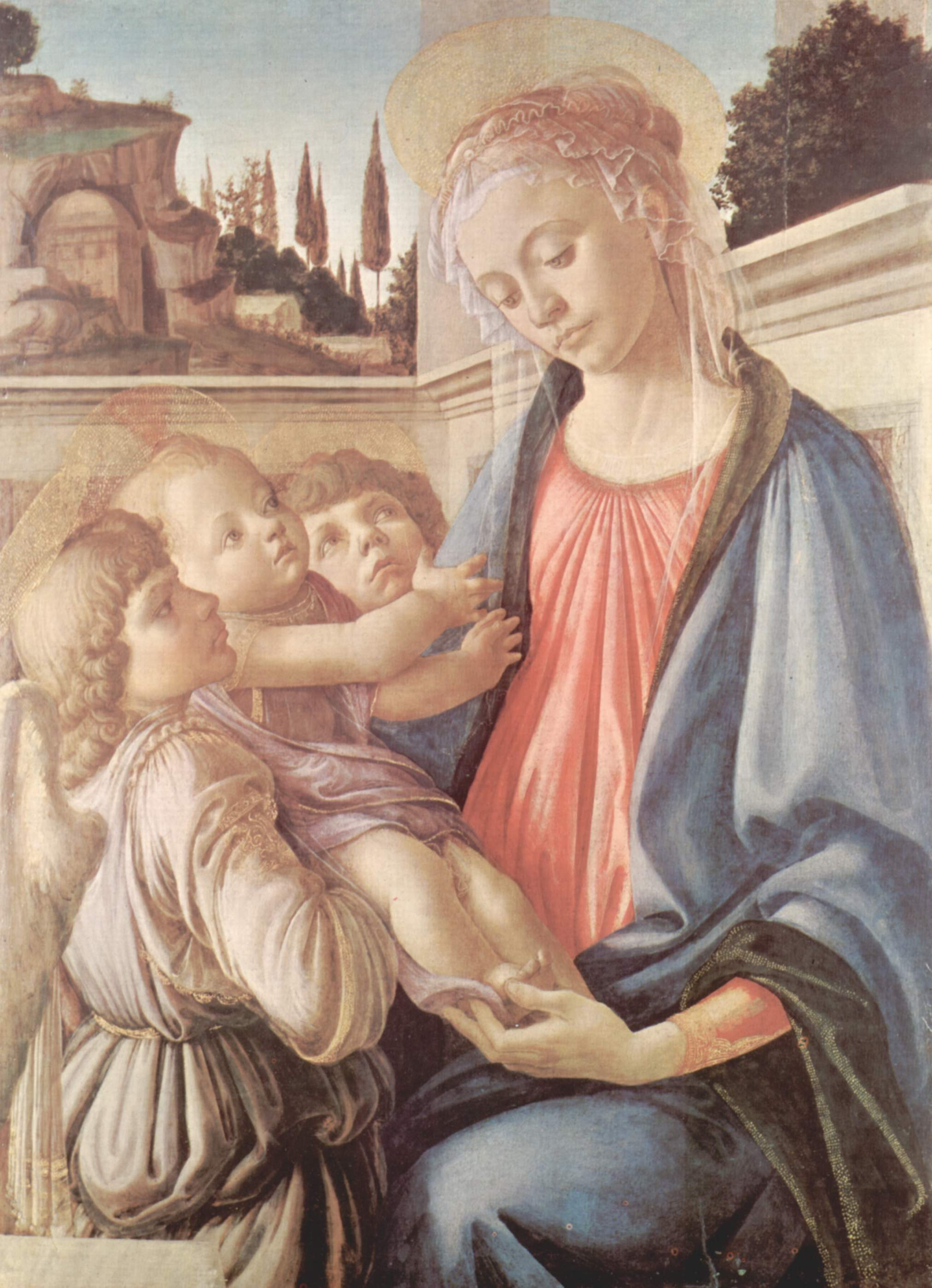
Sandro Botticelli, Madonnan och barnet med två änglar (cirka 1470).
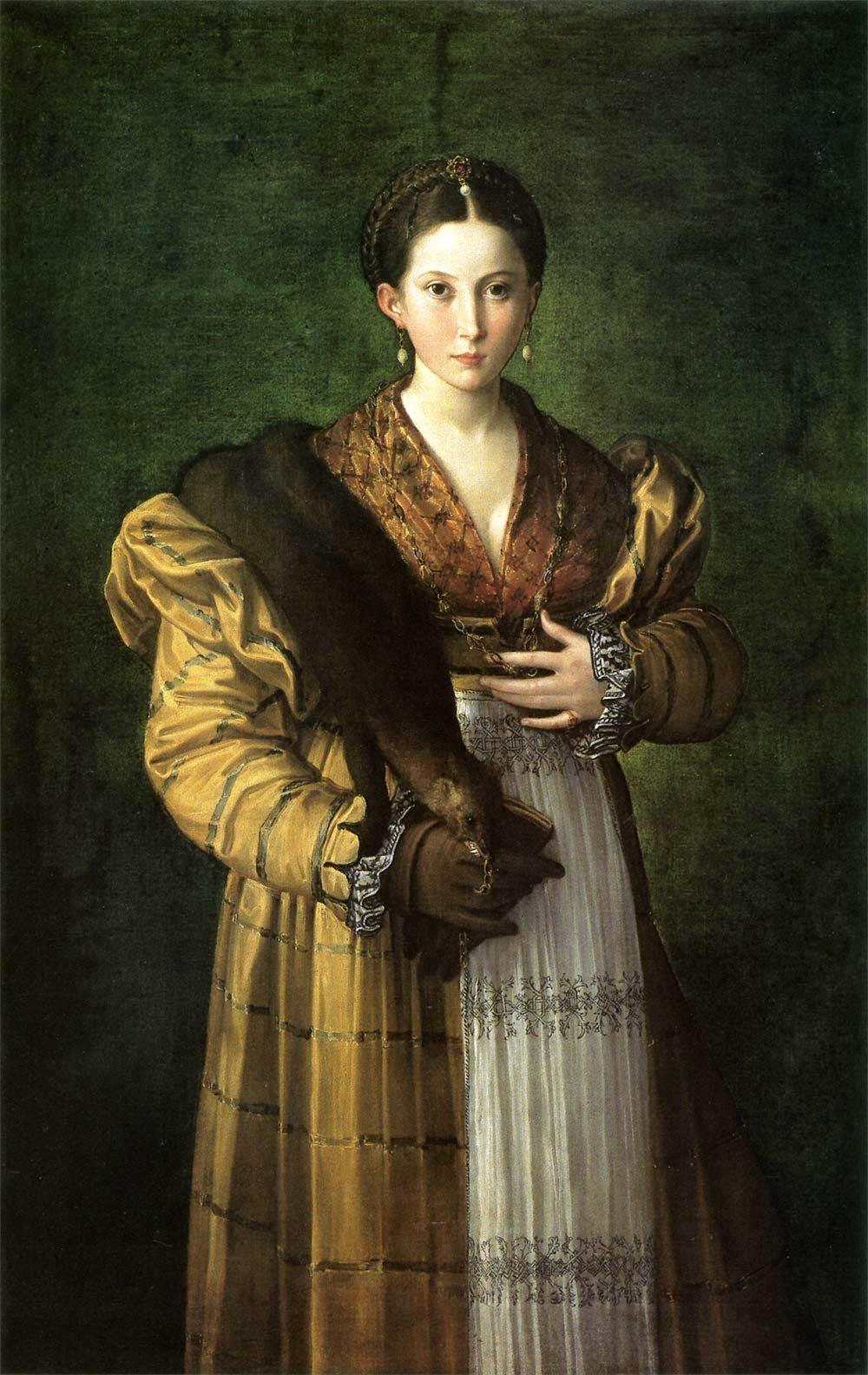
Parmigianino, Porträtt av Antea (cirka 1535).
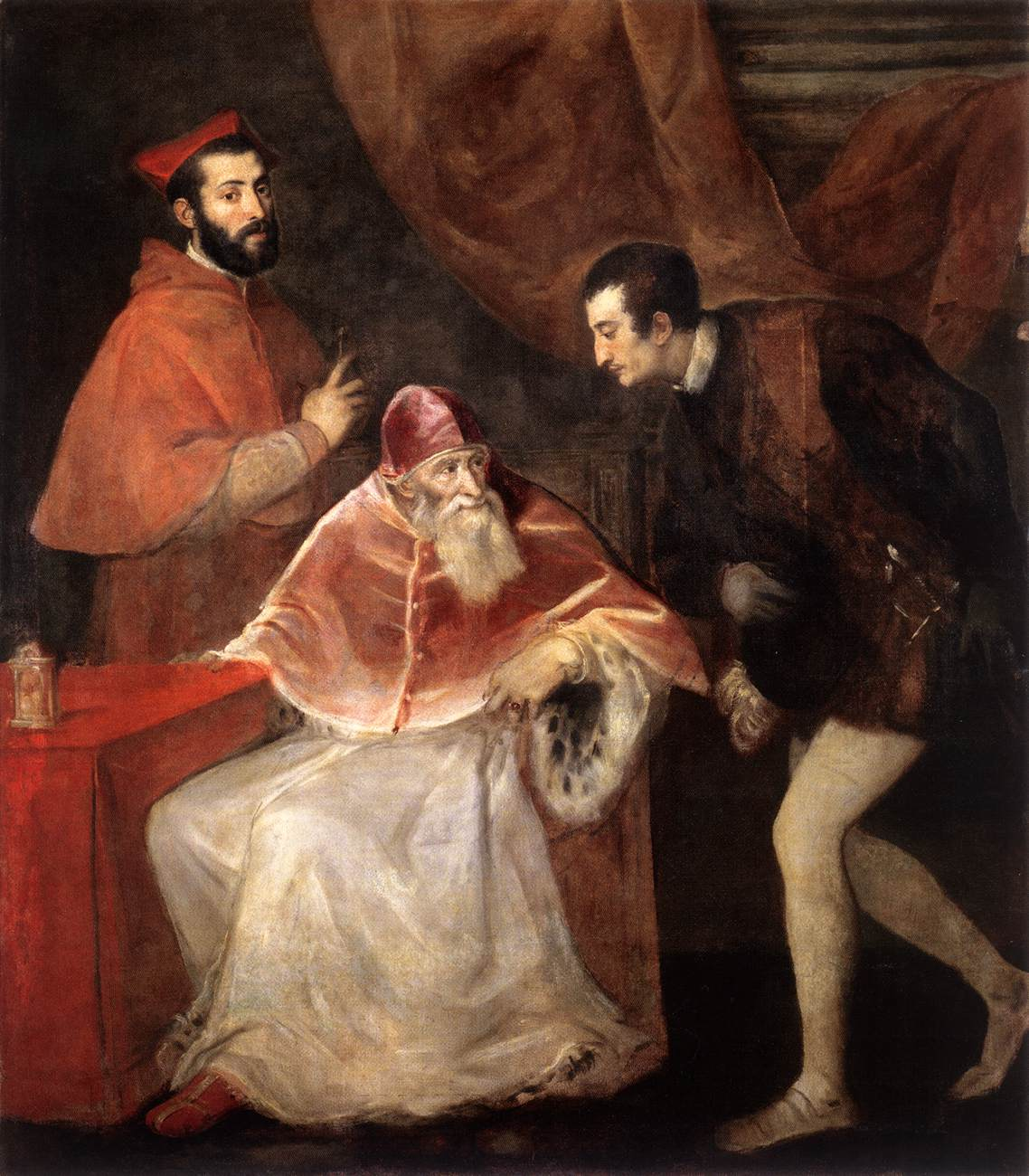
Tizian, Paulus III och hans nepoter (1546).
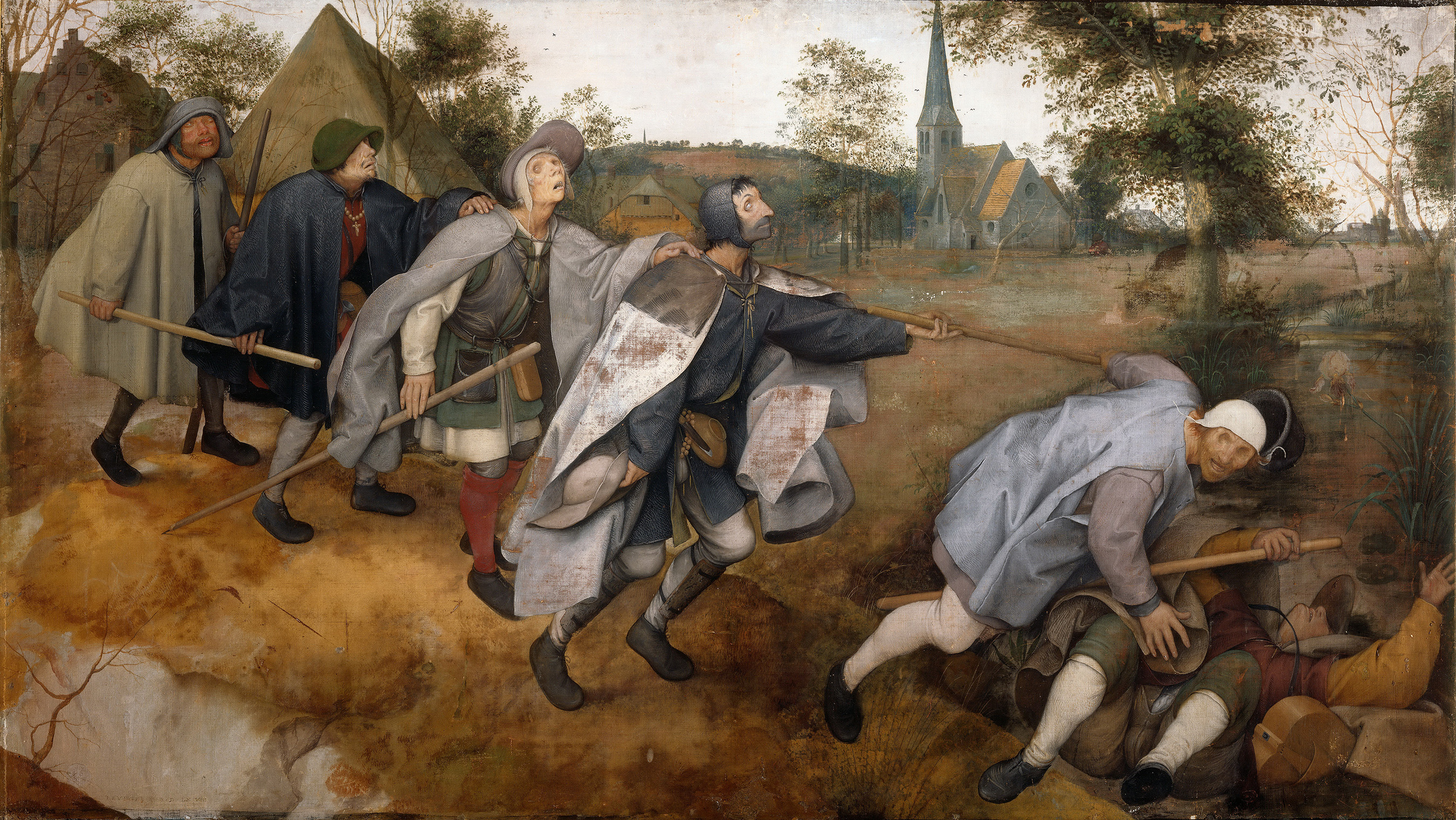
Pieter Bruegel den äldre, Liknelsen om de blinda (1568).
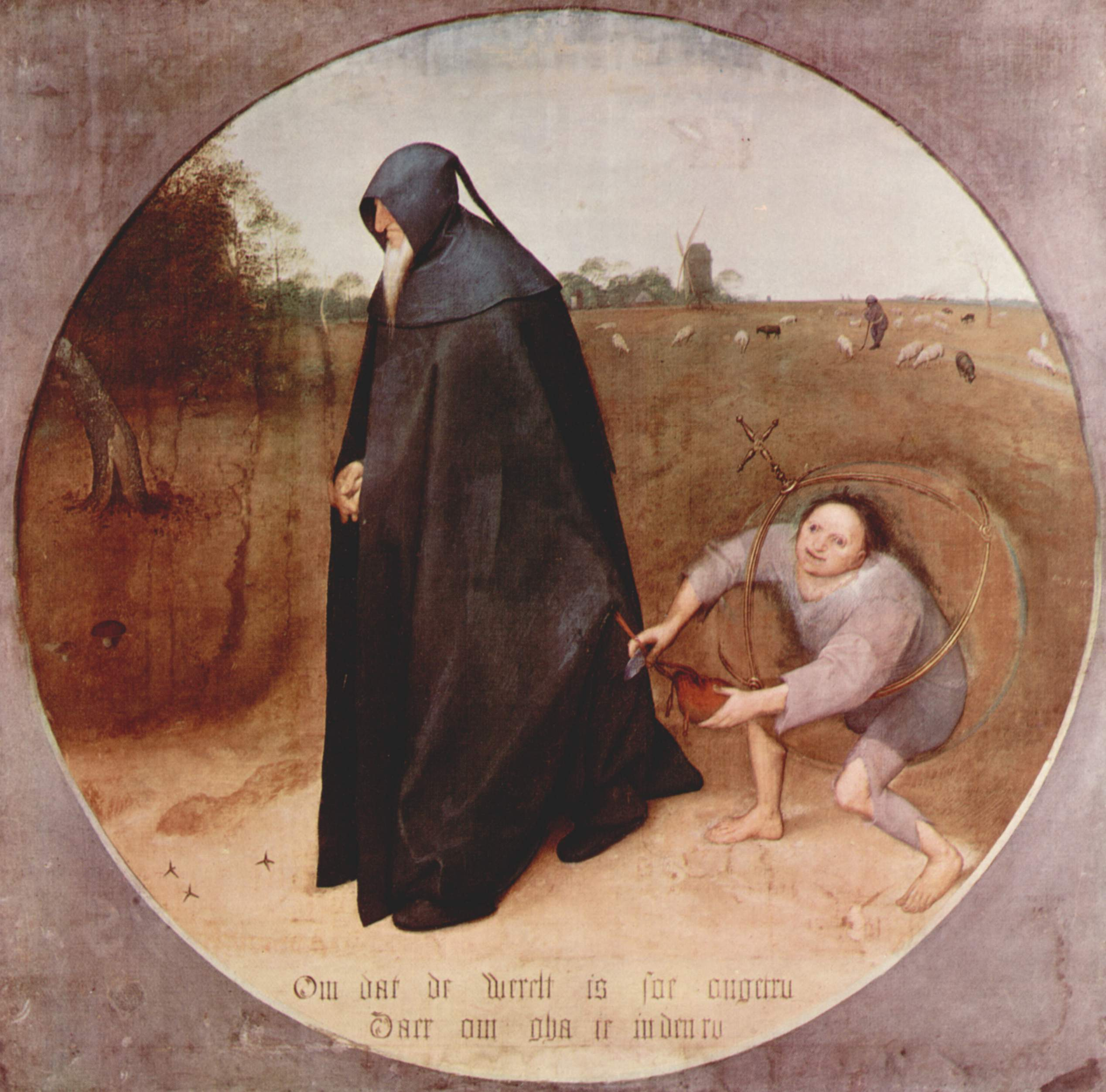
Pieter Bruegel den äldre, Misantropen (1568).
Caravaggio, Kristi gisslande (1607).
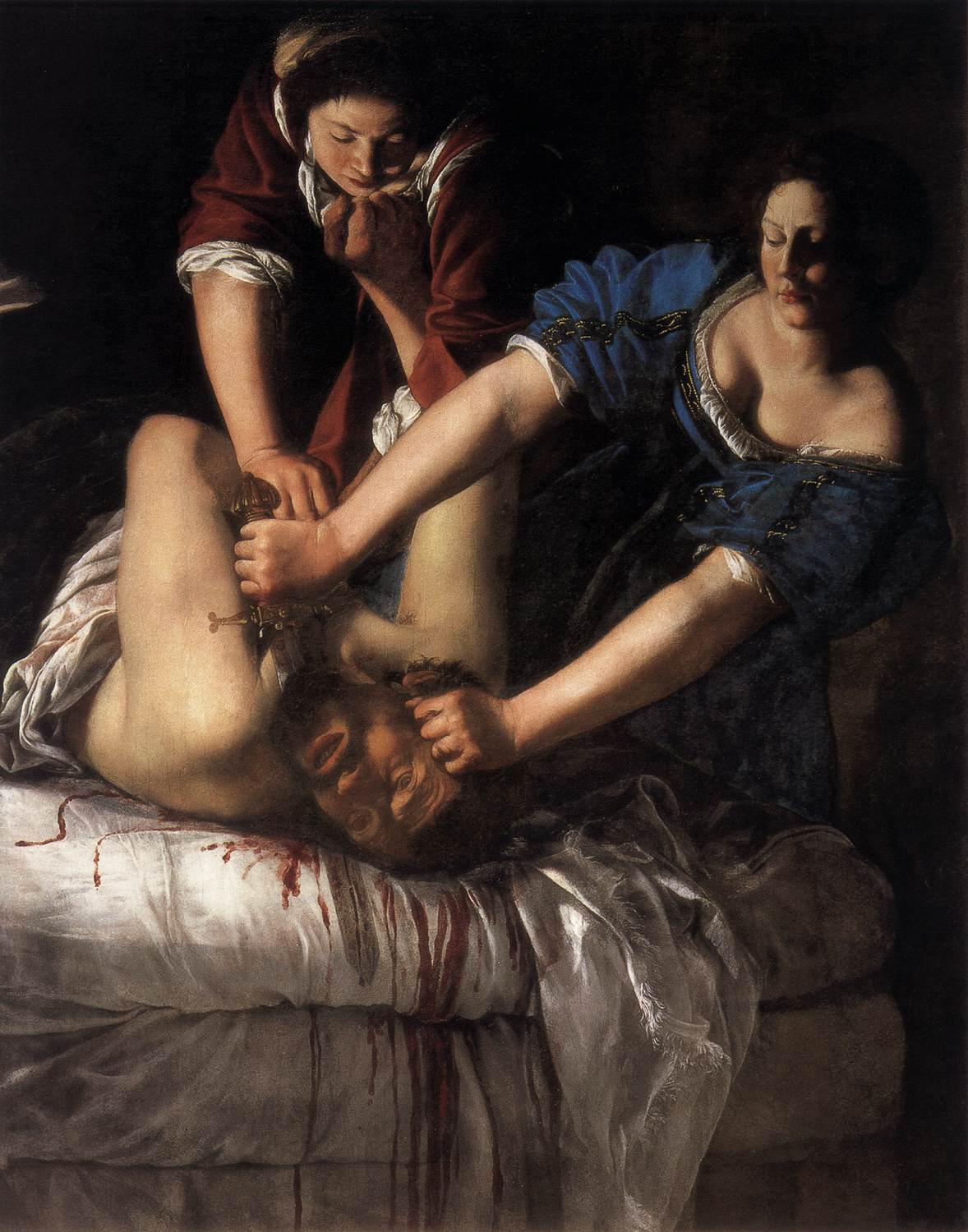
Artemisia Gentileschi, Judit och Holofernes (1612–1613).